# Flisa
Flisa è un villaggio della Norvegia, situato nella municipalità di Åsnes, nella contea di Innlandet.